# Red Bay Castle
Red Bay Castle (Gälisch: Caislen Camus Rhuaidh) ist eine Burgruine auf einer Halbinsel nördlich des Glenariff-Tales an der Straße zum Dorf Cushendall im nordirischen County Antrim. Sie steht als Scheduled Monument unter Denkmalschutz.

## Geschichte
Die Burg ließ im 13. Jahrhundert die Familie Bissett an Stelle einer früheren Motte, eines Außenpostens des Königreiches von Dál Riata, errichten. Der Familie Bissett waren ihre Ländereien in Schottland aberkannt worden und sie konnten nur ihr nacktes Leben nach Irland retten, nachdem Walter de Bissett 1242 wegen Mordes an Padraig, Earl of Atholl, in Haddington in East Lothian angeklagt worden war. König Heinrich III. von England gab den Bissetts große Besitzungen in der Baronie von Glenarm zu Lehen.
John Mór ´MacDonald, 1. von Dunnyveg, heiratete Margery Bissett aus Glens of Antrim und erhielt so Red Bay Castle. Seine Nachkommen, bekannt als die MacDonnells of Antrim, erweiterten und renovierten die Burg im 16. Jahrhundert. Im Jahre 1565 wurde die Burg von Shane O'Neill, Clanhäuptling der O'Neills of Tyrone, bis auf die Grundmauern niedergebrannt. Sie wurde von Sorley Boy MacDonnell wieder aufgebaut, verfiel aber dann später.
1604 wurde Red Bay Castle erneut instand gesetzt, aber 1652 von Oliver Cromwell während der Rückeroberung Irlands wieder zerstört.